# 650e division d'infanterie
La  650e division d'infanterie (russe) (en allemand : 650. Infanterie-Division (russische)) est une des divisions d'infanterie de la (Wehrmacht) durant la Seconde Guerre mondiale mais elle était composée majoritairement de russes.

## Création
La 650. Infanterie-Division (russische) est formée en mars 1945 sur le terrain d'entrainement (Truppenübungsplatz) de Heuberg dans le Wehrkreis V avec le personnel de la Division der Russischen Beferiungsarmee (Russkaja Oswobodennaja Armija ou R.O.A.) du Général Andreï Vlassov.

## Organisation

### Commandants
| Date                       | Grade        | Commandant    |
| -------------------------- | ------------ | ------------- |
| ? mars 1945 - ? avril 1945 | Generalmajor | Georgi Zverev |

## Théâtres d'opérations
- Allemagne : mars 1945 - mai 1945

## Composition
- Grenadier-Regiment 1651
- Grenadier-Regiment 1652
- Grenadier-Regiment 1653
- Artilerie-Regiment 1650
- Divisionseinheiten 1650